# Ćajtanja
Ćajtanja (dosłownie. „światłość, inteligencja”) – w filozofii indyjskiej pojęcie określające wyższy, oświecony stan świadomości, superinteligencję lub samą esencję jaźni, atmana. Jest to stan duchowo obudzonej świadomości, którą cechuje większa zdolność kojarzenia faktów i uświadamiania rzeczywistości, zdarzeń czy zjawisk.
Ćajtanja jest wskazywana jako ćitta w formie w udoskonalonej procesem rozwoju duchowego. Tak ją objaśnia Swami Muktananda Paramahansa.

## Kutasthaćajtanja
Termin kutasthaćajtanja występuje jako równoważny pojęciu puruszottama w nauczaniu swamiego Śri Jukteśwara Giri.

## Ćajtanja Mahaprabhu
Ćajtanja odnosi się także do Ćajtanji Mahaprabhu – świętego i przywódcy duchowego wisznuizmu.